# DB Systemtechnik

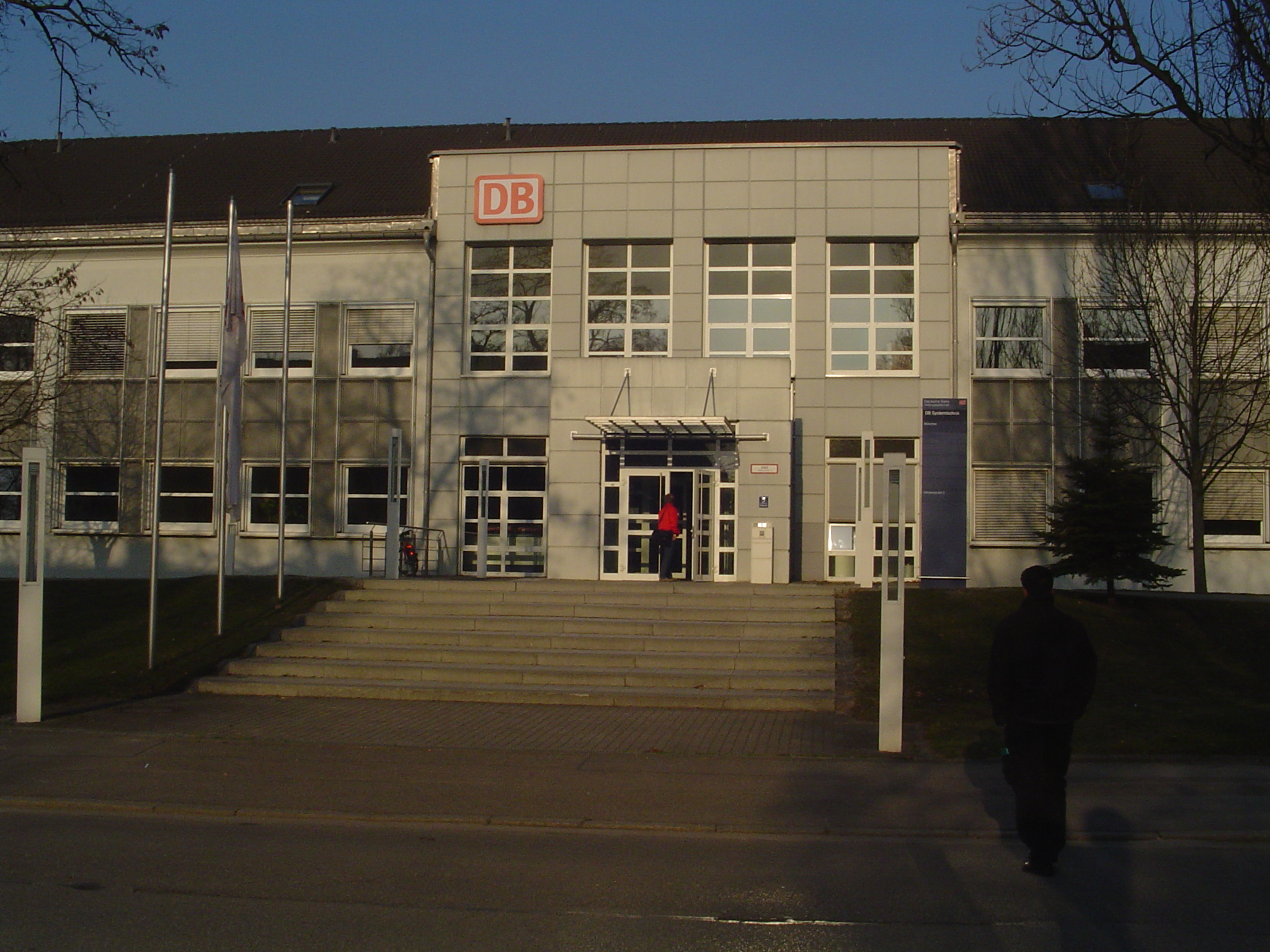
Systemtechnik Standort München-Freimann, Eingangsbereich

Das Unternehmen DB Systemtechnik ist als Tochtergesellschaft der Deutschen Bahn AG ein Ingenieurunternehmen. Als solches ist es zuständig für Serviceleistungen im Bereich der Bahntechnik.
Es ist nicht ausschließlich innerhalb des Konzerns, sondern auch für Fremdunternehmen international tätig.

## Geschichte
DB Systemtechnik ist in Teilen ein Nachfolgeunternehmen der ehemaligen Eisenbahn-Zentralämter, die im Zuge der Bahnreform im Jahr 1995 aufgelöst wurden. In dem Unternehmen ging auch das Forschungs- und Technologiezentrum (FTZ) auf. Im September 2011 erfolgte die Ausgliederung in eine eigenständige GmbH.
Damit sollte das Technik-Know-how der Deutschen Bahn dem gesamten Eisenbahnsektor zur Verfügung gestellt, das Unternehmen zu einem europaweit führenden Anbieter für Ingenieur- und Prüfdienstleistungen entwickelt werden.
Im April 2013 erhielt es die Zulassung als Eisenbahnverkehrsunternehmen und kann damit im Rahmen ihrer Prüf- und Messdienstleistungen mit Fahrzeugen der Kunden oder eigenen Messfahrzeugen unterwegs sein.
Seit 2018 ist das Unternehmen darüber hinaus durch das Eisenbahn-Bundesamt als unabhängige Bewertungsstelle für Sicherheitsrisiken (Assessment Body) für die Tätigkeitsbereiche Eisenbahnbetrieb und Instandhaltung Eisenbahnfahrzeuge (ECM) anerkannt.
Zum 1. April 2018 wurde das Unternehmen in das Ressort Technik/Digitalisierung der DB integriert.
Zum 1. April 2024 wurde Hiie-Mai Unger neue Vorsitzende der Geschäftsführung des Unternehmens.

## Aufgaben
Das Unternehmen befasst sich mit vielfältigen Ingenieurdienstleistungen aus allen Bereichen des technischen Bahnbetriebs. Hierzu zählen Dienstleistungen im Bereich der Fahrzeugtechnik, der Infrastruktur, der Instandhaltung und der Konstruktion. Darüber hinaus ist es mit der Prüfung und Zulassung der erarbeiteten technischen Lösungen betraut.

## Standorte
DB Systemtechnik ist an insgesamt 19 Standorten tätig. Die größten Standorte befinden sich in Minden und München, wo insgesamt jeweils knapp 300 Mitarbeiter beschäftigt sind. Ein weiterer großer Standort besteht in Kirchmöser (Brandenburg an der Havel). Das Unternehmen verfügt über Geschäftsstellen in fast allen Städten mit größeren Betriebswerken der Deutschen Bahn.
Darüber hinaus unterhält die DB Systemtechnik über ihre Tochterunternehmen ESG und RAL auch Niederlassungen in Derby (Großbritannien) und in Paris (Frankreich).

## Fahrzeuge

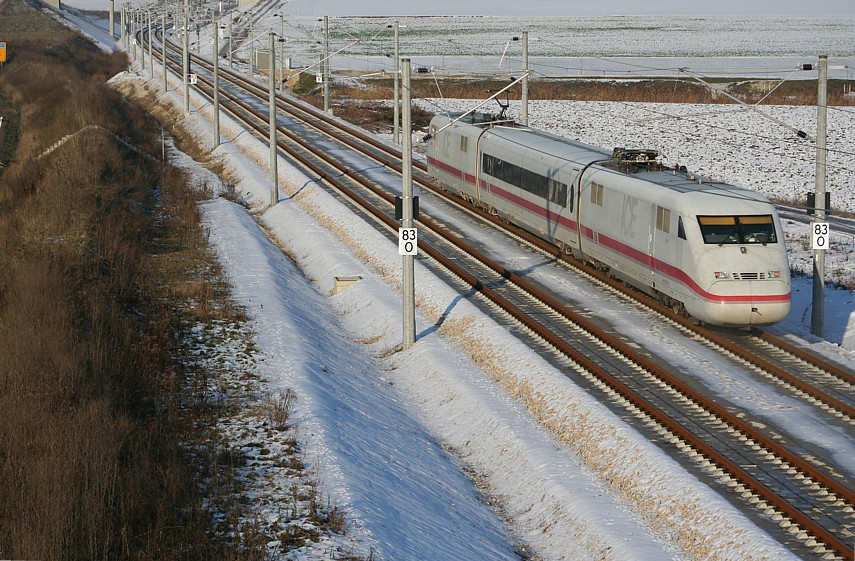
ICE S bei Hochtastfahrten auf der Schnellfahrstrecke Nürnberg–Ingolstadt

Um entsprechende Leistungen erbringen zu können, gehören dem Unternehmen auch zahlreiche Fahrzeuge, mit denen Mess- und Versuchsfahrten durchgeführt werden können. So sind folgende Triebfahrzeuge für DB Systemtechnik im Einsatz:
- 1 Elektrolokomotive der Baureihe 101 (101 020)[10][10]
- 1 Elektrolokomotive der Baureihe 182 (182 506)
- 1 Elektrolokomotive der Baureihe 193 (193 969)
- 1 Elektrotriebzug der Baureihe 410 (ICE S-Versuchszug für Mess- und Erprobungsfahrten im Hochgeschwindigkeitsbereich mit Auslegung einer theoretischen Höchstgeschwindigkeit von 400 km/h)
- 2 Dieseltriebzüge der Baureihe 605 (605 017, 019) (ICE TD als „Advanced TrainLab“)
- 1 Dieseltriebwagen der Baureihe 612 (612 901/902) (für Neigetechnikmessfahrten)